# Filmbüro Baden-Württemberg
Der gemeinnützige Verein Filmbüro Baden-Württemberg e.V. versteht sich als Interessenvertretung der Filmschaffenden in Baden-Württemberg und hat seinen Sitz im Stuttgarter Filmhaus. Er engagiert sich in den Bereichen: Film, Wirtschaft, Kultur, Bildung und Nachwuchsförderung.

## Geschichte
Das baden-württembergische Filmbüro wurde im Oktober 1981 in Mannheim gegründet und im April 1982 als gemeinnütziger Verein anerkannt. Nach eigener Auskunft ist der Verein für alle Sparten der Filmszene offen: Regisseure, Autoren, Komponisten, Schauspieler, Kameraleute, Filmeditoren und Tongestalter, sowie Produzenten, Produktions- und Aufnahmeleiter, aber auch Kinobetreiber, Medienpädagogen und Filmwissenschaftler.

## Aufgaben und Ziele
Hauptzweck ist laut eigenem Selbstverständnis die Interessenvertretung der Filmschaffenden im Bundesland sowie die Vermarktung und Präsentation ihrer Werke. Dies geschieht u. a. auf dem Wege der Planung und Durchführung verschiedener Filmfestivals. Darüber hinaus will das Filmbüro Baden-Württemberg ein Kommunikationsforum für Filmschaffende bilden und zugleich als ihr Sprachrohr nach außen wirken.

## Filmförderung
Die vom Filmbüro in den 1990er Jahren gestellte Forderung nach einer Selbstverwaltung der Filmförderung in Baden-Württemberg wurde seitens der Politik nicht erfüllt. Heute liegt die eigentliche Produktionsförderung im Land in den Händen der staatlich geschaffenen Medien- und Filmgesellschaft mbH Baden-Württemberg. So bestehen die Förderaktivitäten des Filmbüros in erster Linie in der Vernetzung und Betreuung der Filmschaffenden und der Bekanntmachung ihrer filmischen Arbeiten etwa im Rahmen von Filmfestivals.

## Filmfestivals
Auf regionaler Ebene engagiert sich das Filmbüro mit der „Filmschau Baden-Württemberg“ bei der Entdeckung und Förderung junger Talente und der Bindung von Filmemachern an das Land Baden-Württemberg. Im internationalen Bereich organisiert das Filmbüro das „Indische Filmfestival Stuttgart“. Beide Festivalveranstaltungen prägen laut Eigenaussage die Festivallandschaft in der Region. Das 2004 erstmals veranstaltete Indische Filmfestival (vormals „Bollywood and beyond“) führt zudem über seine regionale Reichweite und Bedeutung hinaus verschiedene Kontinente und Kulturen zusammen und fördert internationale Kooperationen. Daneben engagiert sich das Filmbüro Baden-Württemberg bei der Förderung junger Nachwuchstalente und tritt als Veranstalter des „Wettbewerb um den Jugendfilmpreis“ auf, welcher jährlich im Rahmen der Filmschau Baden-Württemberg vergeben wird.
Geschäftsführer und 1. Vorstand des Filmbüros ist Oliver Mahn. Ebenfalls Vorstandsmitglied ist der deutsche Drehbuchautor und Regisseur Jørn Precht.